# چپی
چپی، روستایی است از توابع بخش مرکزی شهرستان قائم‌شهر در استان مازندران ایران.

## جمعیت
این روستا در علی‌آباد قرار دارد و براساس آخرین سرشماری ، مرکز آمار ایران که در سال ۱۳۸۵ صورت گرفته، جمعیت آن ۲۱۶نفر (۷۰خانوار) بوده‌است.
)